# Linha do Centro (Estrada de Ferro Central do Brasil)
A Linha do Centro é a antiga linha tronco da Estrada de Ferro Central do Brasil, uma ferrovia radial brasileira que liga o Rio de Janeiro a Monte Azul (MG). Atualmente é operada pela FCA e pela MRS.

## Construção
O trecho da linha entre o Rio de Janeiro e Belo Horizonte foi construído com bitola larga (1,60 m), declividade máxima de 1,8% e raio mínimo de 181 m, o que permite uma velocidade máxima de 60 km/h.
Já o trecho da linha entre Belo Horizonte e Monte Azul, no norte de Minas Gerais, foi construído em bitola métrica. Com o passar dos anos, o trecho entre Belo Horizonte e Sete Lagoas ganhou a bitola mista (1,0 m e 1,60 m).
O trecho na região central de Minas Gerais, entre Miguel Burnier (MG) e Belo Horizonte, foi construído em bitola métrica e demandava transbordo da bitola larga (1,6 m) na Estação Miguel Burnier para seguir até BH. A construção da Variante do Paraopeba em 1917, entre Congonhas (MG) e Belo Horizonte, em bitola larga, possibilitou o trecho Rio-BH sem transbordo. Com o passar do tempo, o trecho em bitola métrica entre Miguel Burnier e BH caiu em desuso.
O trecho da linha original em bitola métrica, entre Barbacena e Carandaí, foi suprimido na década de 1960, após ser desativado e substituído definitivamente pela Variante do Carandaí da EFCB. O segundo trecho da linha original entre Pedra do Sino e Buarque de Macedo (passando pelo centro de Cristiano Otoni), também foi desativado e erradicado no início dos anos 1970, sendo substituído definitivamente pela Variante do Paraopeba, que encurtava o tempo de tráfego dos trens de cargas e de passageiros. 

## Operação
Em 1996, o trecho em bitola larga da linha foi concedida para a empresa MRS Logística. Neste mesmo ano, o trecho em bitola métrica foi concedido para a empresa Ferrovia Centro-Atlântica.
O trecho inicial da antiga Linha do Centro, entre a estação Estação Dom Pedro II e a Estação Japeri, está atualmente em operação como linhas de subúrbio da SuperVia.